# Kommunala utjämningssystemet

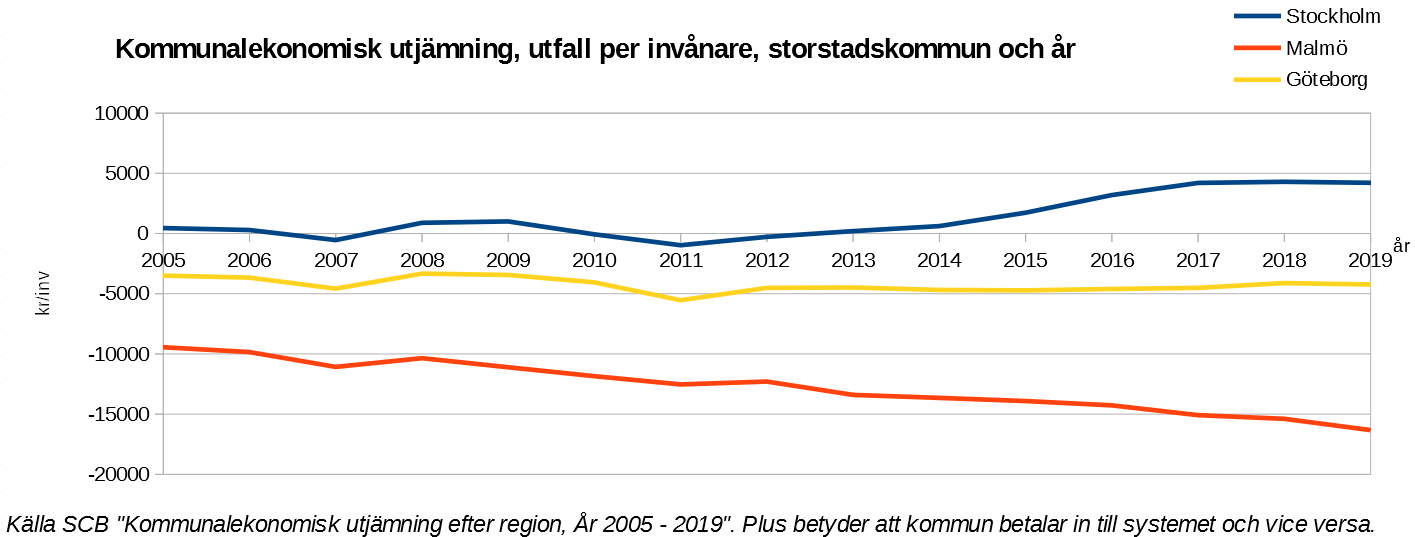
SCB Kommunalekonomisk utjämning för storstäder i Sverige. Utfall per invånare 2005-2019 - tabeller från SCB. Värden över noll betyder att kommuninvånaren sätter in pengar i systemet och vice versa.

Systemet för kommunalekonomisk utjämning eller kommunala utjämningssystemet i Sverige fördelar pengar till och mellan kommuner och regioner. Syftet är att de ska kunna tillhandahålla likvärdig service för sina kommunmedborgare oberoende av förhållanden som är svåra för kommunen att påverka. Systemet finns också för att kompensera kommuner vars investeringar för ökad produktion av kommunens näringsliv ger skatteintäkter som främst kommer andra ur boendesynpunkt mer attraktiva grannkommuner till godo. 
Systemet finansieras huvudsakligen genom statliga anslag. En mindre del av pengarna tas ut som en avgift från kommuner med hög skattekraft och systemet kallas därför ibland för Robin Hood-skatten. Systemet har ersatt tidigare riktade statliga bidrag till kommunerna. Forskning från 2005 kunde inte hitta några belägg för att systemet var tillväxthämmande.
Utjämningen mellan primärkommuner består av tre delar:
- inkomstutjämning (störst del) baseras på kommunernas skattekraft. Den garanterar att varje kommun får minst 115 procent av Sveriges genomsnittliga skattekraft i kronor per invånare.
- kostnadsutjämning utjämnar kostnadsskillnader som beror på åldersstruktur, socioekonomiska förhållanden och geografi. Resurser omfördelas till kommuner med hög andel äldre, barn, barn med utländsk bakgrund, personer med ekonomiskt bistånd, hög utflyttning, med mera.[5]
- strukturbidrag (minst del) kompenserar för historiska arbetsmarknadsproblem och riktar sig till dem som förlorade på övergången från generella statsbidrag i början på 1990-talet.

Modellen har kritiserats för att vara komplex. 

## Fördelning 2019
Systemet finansieras främst genom statliga anslag. Därtill var nio kommuner nettobetalarare till utjämningssystemet 2019, samtliga med höga medelinkomster i Stockholms län varav följande fem bidrog mest
| Kommun             | Kr/inv 2019 |
| ------------------ | ----------- |
| Danderyds kommun   | −16 896     |
| Solna kommun       | −8 984      |
| Lidingö kommun     | −8 124      |
| Täby kommun        | -4 859      |
| Stockholms kommun  | −5 858      |
| Sundbybergs kommun | −1 933      |

Kommunerna i Stockholms län är tillsammans nettomottagare, år 2019 på +700 kronor per person eller totalt +1,7 miljarder kronor.
Följande kommuner tog emot störst totalt bidrag från utjämningssystemet 2019 – främst stora tätortskommuner med låga medelinkomster:
| Kommun              | Folkmängd | Totalt        | Kr/inv 2019 |
| ------------------- | --------- | ------------- | ----------- |
| Malmö kommun        | 338 582   | 5 527 765 181 | 16 326      |
| Göteborgs kommun    | 571 153   | 2 417 817 924 | 4 233       |
| Eskilstuna kommun   | 105 727   | 1 662 474 908 | 15 724      |
| Norrköpings kommun  | 141 515   | 1 582 027 720 | 11 179      |
| Helsingborgs kommun | 145 231   | 1 507 239 681 | 10 378      |
| Örebro kommun       | 153 088   | 1 488 814 914 | 9 725       |
| Södertälje kommun   | 97 094    | 1 447 013 518 | 14 903      |
| Botkyrka kommun     | 92 723    | 1 418 589 839 | 15 299      |

### Inkomstutjämning
Inkomstutjämningen är främst statligt finansierad, men elva kommuner bidrog med kostnadsutjämningsavgift. De kommuner som mottog störst inkomstutjämningsbidrag per invånare 2019 var:
| Kommun                  | Folkmängd | Kr/inv 2019 |
| ----------------------- | --------- | ----------- |
| Årjäng, Värmlands län   | 9 973     | 18 939      |
| Eda, Värmlands län      | 8 570     | 18 219      |
| Högsby, Kalmar län      | 6 087     | 18 038      |
| Lessebo, Kronobergs län | 8 815     | 17 001      |
| Perstorp, Skåne län     | 7 463     | 16 776      |

### Kostnadsutjämningen
112 kommuner betalade kostnadsutjämningsavgift 2019. De kommuner som mottog störst kostnadsutjämningsbidrag per invånare 2019 var små kommuner i Norrlands inland:
| Kommun     | Folkmängd | Kr/inv 2019 |
| ---------- | --------- | ----------- |
| Dorotea    | 2 584     | 12 286      |
| Bjurholm   | 2 475     | 11 157      |
| Sorsele    | 2 533     | 10 755      |
| Åsele      | 2 817     | 9 015       |
| Vilhelmina | 6 758     | 8 565       |

### Regional utjämning
Utjämning sker även mellan Sveriges regioner. Den enda region som bidrar till det systemet är Region Stockholm, med nära -500 kronor per invånare år 2019. Största mottagande region i förhållande till folkmängden var 2019 Region Gotland, med +6 100 kronor per invånare.

## Fördelning 2015

### Inkomstutjämning
Inkomstutjämning baseras på en kommuns skattekraft, dvs beskattningsbar inkomst per invånare. Kommuner med låg skattekraft får bidrag upp till 95 procent av målet om 115 procent av medelskattekraften i riket. Kommuner med mer än 115 procent relativ skattekraft betalar upp till 80 procent av överskottet. Sammanlagt 15 kommuner betalar ut till staten på grund sin höga skattekraft. 
Huvuddelen av inkomstutjämningen utgörs av statliga bidrag. Totalt är utbetalningarna i detta system ca 65 miljarder kronor 2015 varav cirka 4,2 miljarder finansieras direkt av kommunerna. Observera dock att vissa kommuner som beräkningsmässigt betalar till inkomstutjämningen, totalt i hela utjämningssystemet tilldelas bidrag då bidraget i kostnadsutjämningen är större än kommunens kostnad i inkomstutjämningen. 
Av totalt knappt 66 miljarder i bidrag till kommunerna under 2015 finansieras cirka 3,2 miljarder av kommunerna och cirka 63,7 miljarder av staten. Malmö är den kommun som får i särklass mest i det kommunala utjämningssystemet, cirka 4,4 miljarder (cirka 14 000 kr/inv) 2015, där ca 25 procent av kommunens samlade intäkter utgörs av kommunala utjämningsbidrag. Malmö är dock inte den kommun som tilldelas mest per invånare. De kommuner som tilldelas mest per invånare 2015 är Bjurholm (cirka 27 000 kr/inv), Dorotea (27 000 kr/inv), Vilhelmina (cirka 26 000 kr/inv), Åsele (cirka 26 000 kr/inv), och Sorsele (cirka 25 000 kr/inv). I genomsnitt utbetalas cirka 6 400 kr/inv i Sverige. 
De fem kommuner som tog emot mest respektive bidrar mest under 2015, kronor per invånare.
| Kommun   | Kr/inv 2015 |
| -------- | ----------- |
| Årjäng   | 16 611      |
| Eda      | 16 101      |
| Bjurholm | 15 625      |
| Högsby   | 15 037      |
| Dals-Ed  | 14 727      |
|          |             |
| Lomma    | -3 569      |
| Nacka    | -3 875      |
| Täby     | -7 558      |
| Lidingö  | -11 144     |
| Danderyd | -20 345     |

### Kostnadsutjämning
Kostnadsutjämningen syftar till att kompensera för opåverkbara strukturella kostnadsskillnader som kan bero på demografi, geografi eller socioekonomiska förutsättningar. Kostnadsutjämningen finansieras enbart genom omfördelning mellan kommuner, och är därför statsfinansiellt neutral. Exempelvis kompenseras kommuner som på grund av åldersstrukturen är skyldiga att erbjuda äldreomsorg och barnomsorg till många personer eller orter.
De fem kommuner som tog emot mest respektive bidrog mest under 2015, kronor per invånare relaterat till befolkningsdemografi:
| Kommun     | Kr/inv 2015 |
| ---------- | ----------- |
| Dorotea    | 11 370      |
| Åsele      | 11 177      |
| Bjurholm   | 10 718      |
| Sorsele    | 10 201      |
| Vilhelmina | 9 527       |
|            |             |
| Skövde     | -3 327      |
| Luleå      | - 3 370     |
| Solna      | -4 626      |
| Lund       | -4 918      |
| Umeå       | -4 987      |

### Strukturbidrag
Strukturbidraget syftar till att stärka kommuner och regioner med en liten befolkning och/eller problem på arbetsmarknaden. Strukturbidraget finansieras av staten. Glesbygdskommuner, främst i norr, är större mottagare av strukturutjämningsbidrag.
Sammantaget är ur statsfinansiell synvinkel strukturbidraget begränsat. Totalt är kostnaden 2015 för detta bidrag, tillsammans med införandebidraget och regleringsbidraget, cirka 2,3 miljarder kronor.[källa behövs]
De fem kommuner som tar emot mest bidrag under 2015.
| Kommun     | Kr/inv. 2015 |
| ---------- | ------------ |
| Gällivare  | 5 046        |
| Kiruna     | 4 789        |
| Övertorneå | 4 783        |
| Pajala     | 4 555        |
| Jokkmokk   | 4 468        |